# Luís Dumont Villares
Luíz Dumont Villares (Porto (Portugal), 28 de dezembro de 1899 — São Paulo, 14 de junho de 1979) foi um famoso e importante empresário brasileiro. Luíz, durante muito tempo, foi o principal nome das Indústrias Villares, a responsável por fabricar os elevadores Atlas, muito utilizados em edifícios corporativos, prédios residenciais, entre outras estruturas que utilizam de um, ou mais elevadores. Além de sua importância no ramo, era sobrinho do ícone do ramo aeronáutico, o inventor do avião e aeronauta Alberto Santos Dumont, cuja ligação se dava por ser irmão de sua mãe, Gabriela Santos Dumont.
O empresário, além de todo o sucesso, foi também o idealizador da primeira garagem automática do Brasil, a Garagem Araújo, construída na década de 1960 e localizada na Rua Araújo, no centro de São Paulo, com 25 andares e capacidade para abrigar 322 automóveis. Luíz também foi pioneiro na fabricação de trólebus no país.

## A história das Indústrias Villares

### O início e o crescimento da empresa
Muito importante na história das indústrias do Brasil, a família Villares, com o sobrenome de origem espanhola, na região de Córdoba, os investimentos da família foram voltados para a indústria no ramo dos elevadores, a partir da chegadae da expansão da empresa Lowby & Pirie, que havia sido fundada no ano de 1918.
O rápido crescimento da empresa, e a entrada de Carlos Dumont Villares como sócio, fez com que, no ano de 1920, passasse a se chamar Pirie, Villares & Cia. Dois anos depois, em 1922, a instituição deixou de lado apenas a especialidade na instalação e conservação de elevadores trazidos de fora do Brasil, e passou também a produzir os elevadores.  
Determinado acontecimento fez com que a entidade criasse a Divisão de Metalurgia para conseguir atender seus requisitos e necessidades de peças fundidas para tais elevadores feitos dentro de suas oficinas.
Em 1941, ocorreu um fato marcante na história das Indústrias Villares. O ano marcou pela primeira vez a corrida de aço da empresa. Durante o período da Segunda Guerra Mundial, a indústria teve uma necessidade de se expandir em proporções gigantescas para poder atender a demanda nacional que não parava de crescer, em relação à produções fundidas e forjadas do aço.
No ano seguinte, em 1942, foi comprada uma área com cerca de 75.000m² para conseguir abrigar as recém-criadas instalações da chamada Divisão de Metalurgia da empresa. Pouco tempo depois, a Pirie, Villares & Cia., sofreu uma alteração em seu nome, passando a se chamar Elevadores Atlas S.A. e, no mês de agosto de 1944, fundou-se a denominada Aços Villares S.A., com o intuito de adquirir manufaturas de aço e de comercializar peças fundidas, chapas e barras de aço feitas dentro da usina, que se encontrava em pleno funcionamento na cidade de São Caetano do Sul, região do grande ABC paulista.
No ano seguinte, em 1945, é adquirido um forno elétrico com capacidade de 5,5 toneladas, fazendo com que a demanda da empresa aumentasse ainda mais. 12 anos depois, em 1957, outro forno foi adquirido pela empresa, este, com capacidade de 15 toneladas, elevando a capacidade de fusão da usina de São Caetano do Sul para 35 mil toneladas de aços finos ao ano. O laminador desbastador de lingotes, construído pela própria empresa e de tamanha importância para o ramo das indústrias metalúrgicas, começa a funcionar no mesmo ano.

### A participação na criação do trólebus
Até 1958, a extensa dificuldade para a  implantação do sistema de trólebus no Brasil era a importação dos veículos e das peças de reposição. No mesmo ano, foi implantada a primeira indústria de trólebus nacional, graças às Indústrias Villares e a já extinta encarroçadora Grassi.
Na parceria com a encarroçadora, as Indústrias Villares tiveram grande protagonismo no fato, devido sua importância no ramo do aço, o material utilizado na produção dos mesmos. Por ser produzido pela empresa, o fato fez com que, não apenas o primeiro, mas muitos trólebus que viriam, levassem o nome "Villares" consigo, como é o caso do Grassi/Villares (o primeiro modelo de trólebus produzido no Brasil).

### Parcerias e aquisições da indústria
A Aços Villares fecha um acordo com uma empresa austro-alemã de assistência técnica, a Gebruder Bohler & CO. A. G., visando aperfeiçoar os técnicos brasileiros com a colaboração de técnicos estrangeiros na usina de São Caetano do Sul. Em 1966, a empresa recebeu um laminador de grande capacidade direcionado às barras de aço especiais. No mesmo ano, é instalada uma máquina de têmpera por alta frequência para a fabricação de cilindros temperados para a aplicação siderúrgica.
Três anos depois, em 1969, a empresa começa a utilizar um novo processo na fabricação de aço líquido à vácuo, aumentando a capacidade produtiva da usina. No ano de 1972, foi fundada a Villares Overseas Corporation, para a comercialização de produtos siderúrgicos na America do Norte, mais precisamente nos Estados Unidos. Depois de três anos, em 1975 foi idealizada a Villares Indústria de Base S.A.- VIBASA, a maior usina de aços especiais não planos do hemisfério sul, e já em 1978, a empresa iniciou, em Pindamonhangaba, no interior de São Paulo, suas primeiras operações industriais.
Anos depois, em 1988, houve a compra de duas novas indústrias siderúrgicas, a Siderúrgica Nossa Senhora Aparecida S.A., com sua fábrica localizada em Sorocaba (SP) e a Aços Anhanguera S.A., cuja fábrica tinha instalação na cidade de Mogi das Cruzes. No ano seguinte, em 1989, foi inaugurada a Villares Steels International B.V. (VMI), em Dordrecht, na Holanda. Nos anos de 1992 e 1993, respectivamente, foram incorporadas ao grupo Villares as indústrias adquiridas anteriormente.
Em 1996, a Aços Villares assume a Eletrometal, que passa a receber o nome de Villares Metals S.A.. A partir daí, toda a produção de alta liga é transferida para Sumaré, em São Paulo. No ano de 1998, no mês de maio,a usina de São Caetano do Sul foi desativada e houve a transferência da fabricação de cilindros rumo à usina de Pindamonhangaba (SP). Em outubro do mesmo ano, foi concluído o processo de desativação da parte de tubos centrifugados. O lingotamento tradicional foi totalmente retirado da usina de Mogi das Cruzes, no interior do estado de São Paulo, e foram desativados os fornos que tinham menor capacidade. Entre eles estavam o de Mogi das Cruzes, e também o de Pindamonhangaba. No ano seguinte, em 1999 a unidade de Diadema, também no ABC paulista, assim como São Caetano, foi desativada.

### A venda para estrangeiros
No ano 2000, no mês de julho, a controlada ASPART Empreendimentos e Comércio Ltda, acertou a venda de sua participação no total de 16% no capital da aliada GEVISA S.A. para General Electric do Brasil Ltda.. Em 15 de agosto, o grupo espanhol Sidenor Internacional S.L.concluiu o aumento do capital d a compra de 52% das ações da Aços Villares, assumindo o controle acionário da empresa.
Já em 23 de dezembro de 2003, a empresa firmou um acordo de investimento com a Böhler-Uddeholm AG (BUAG), em comprometimento de promover aumento do capital em sua subsidiária integral Villares Metals S.A., a qual, cumpridas as condições suspensivas, seria subscrito pela BUAG que passaria a ter o controle acionário da empresa em questão. Em março de 2004, foi dada como certa a transferência da gestão total acionário da subsidiária integral Villares Metals S.A. para a empresa do país austríaco. Com a confirmação desta operação, a empresa passou a dar o objetivo de suas atividades nas unidades de negócios de cilindros de laminação e aços de construção mecânica, viés onde a controladora Sidenor possuía experiência e competitividade em níveis internacionais.
Segundo o estudo feito pela universidade de Cambridge, as Indústrias Villares, os donos originais da empresa e os familiares detinham 50,1% das ações ordinárias da indústria e do poder de decisão de dentro da mesma.  Assim, essa porcentagem é designada como direito de controle do grupo de gestão.
Houve também, a compra do controle acionário do grupo espanhol, a Corporación Sidenor S.A. no ano de 2006, pelo Grupo Gerdau (empresa de siderurgia brasileira) juntamente com o Grupo Santander e um grupo extenso de executivos espanhóis.
No ano de 2007, o grupo Böhler-Uddeholm foi adquirido pela Voestalpine, e então, cria a divisão de aços especiais (Edelstahl). No ano seguinte, em 2008, foi inaugurada uma unidade nova de serviços de tratamento térmico (CSTT), na cidade de Súmaré, em São Paulo.
Nos dias 15 e 16 de julho, a Villares Metals foi a empresa anfitriã do 7º Encontro da Cadeia de Ferramentas, Moldes e Matrizes, com o tema “Soluções para o aumento da competitividade”, onde foram apresentados 17 trabalhos técnicos, cinco palestras convidadas, duas mesas-redondas. O evento foi promovido pela FIESP (Federação das Indústrias do Estado de São Paulo).
A história e, o quadro de dívidas e encolhimento da empresa e a enorme queda do número de funcionários e sedes deixou de ser real e a indústria começou a dar a volta por cima no ano de 2010, quando a Indústrias Villares deixou de ser uma companhia sob controle da família Villares. Em uma negociação das ações da empresa entre herdeiros do septuagenário grupo abriu portas para que a Acesita e a Sul América ingressassem na sociedade com participação de, respectivamente, 31% e 20%.
Na composição acionária depois da negociação, três integrantes da família –entre eles Paulo Villares, o presidente do conselho administrativo da empresa– passaram a ter 32,6% das ações. No mesmo ano da venda, o endividamento do grupo Villares, que estava estimado em US$ 284 milhões só estaria sendo solucionado por conta de vendas de imóveis e terrenos, além de uma associação com a empresa suíça Schindler, uma fabricante de elevadores, que investiu, segundo informações, US$ 92 milhões no grupo, além de deter 49% das ações, em sociedade com a Elevadores Atlas.
Em 2011 com uma economia mais estabilizada e com o fluxo de caixa bem maior, o negócio voltou a se expandir para Santa Catarina, e em Joinville foi inaugurada uma nova unidade de cento de distribuição de aços para ferramentas. Dando continuidade à estratégia de ampliação da empresa, em 2014, no estado de Minas Gerais, na cidade de Vespasiano, foi inaugurada mais uma unidade de Centro de Distribuições. No mesmo ano, em Joinville, foi inaugurado um centro de serviços de tratamento térmico no centro de distribuições da cidade.

## Acampamento Paiol Grande
O acampamento, localizado no município de São Bento do Sapucaí, busca aperfeiçoar maneiras de convivência entre jovens e adolescentes, através do esporte, lazer, diversão e cultura, abrindo portas, ao mesmo tempo, para uma vivência de valores e noções fundamentais envolvendo cidadania, solidariedade, ética, moral e convívio social.
Luiz Dumont Villares foi um dos grandes responsáveis pela fundação do acampamento, que ocorreu no ano de 1946. Junto com Job Lane, Érico Stickel, Alfredo Velloso e Otávio Lotufo, além da doação de outros nomes, o acampamento oficialmente foi fundado no dia 23 de dezembro. Luiz se tornou presidente do acampamento durante os primeiros anos de funcionamento. No ano de 1992, foi inaugurada, dentro do acampamento, a "Mata Villares", uma área de vegetação conservada no entorno da Pedra do Baú, e leva esse nome como homenagem ao fundador.

## Morte
Faleceu na cidade de São Paulo aos 79 anos devido a um hemangioma abdominal.

## Homenagem em forma de Avenida
Uma das mais importantes avenida da Zona Norte da cidade de São Paulo leva o nome de Luíz Dumont Villares, como forma de homenagear o empresário. Antigamente, no lugar da avenida estava localizado um matagal, que acabou aterrando o Córrego Carandiru. A avenida é muito conhecida na cidade por ser a localização onde pessoas podem encontrar uma estação de metrô (estação Parada Inglesa), inúmeros bares e restaurantes dos mais variados tipos e especialidades, comércio para todos os tipos de públicos o SESC Santana, a sede da Vinícola Salton, locais para eventos e até para o lazer, com uma ciclofaixa implantada em 2012 e que, aos domingos e feriados, funciona em toda a extensão da faixa da esquerda da avenida.